# Aphrissa neleis
Aphrissa neleis is een vlindersoort uit de familie van de Pieridae (witjes), onderfamilie Coliadinae.
Aphrissa neleis werd in 1836 beschreven door Boisduval.